# 亮甲山乡
亮甲山乡，是中华人民共和国吉林省吉林市舒兰市下辖的一个乡镇级行政单位。

## 行政区划
亮甲山乡下辖以下地区：
隆山村、焦岭村、宽屯村、关马村、纪屯村、东兴村、东孤村、杨坊村和致富村。